# Франклин (залив)
Франклин (на английски: Franklin Bay) е залив в югоизточната част на море Бофорт, разположен край северния бряг на Северна Америка, принадлежащ административно към Северозападните територии на Канада. Явява се вторичен залив на големия залив Амундсен, разположен в неговата югозападна част, западно от полуостров Пари. Вдава се в сушата на 80 km, ширината на входа му е 90 km, а максималната дълбочина – 160 m. Бреговете му са ниски, плоски, на изток заблатени и силно разчленени от множество малки острови (Бут, Фиджи и др.) и полуострови, а на запад почти праволинейни. От запад в него се влива река Хортън. От октомври до юли е покрит с ледове. Заливът Франклин е открит, първично изследван и картиран през юли 1826 г. от шотландския полярен изследовател Джон Ричардсън, който го наименува в чест на видния английски полярен изследовател Джон Франклин, ръководител на експедицията.